# Vicziántelep megállóhely
Vicziántelep megállóhely (megnyitásakor Vicziántelep, később Nyíresszőlőtelep) egy Pest vármegyei vasúti megállóhely Veresegyház településen, a MÁV üzemeltetésében. A belterület északi peremén helyezkedik el, nem messze Őrbottyán déli részétől, közúti elérését csak önkormányzati utak biztosítják.

## Vasútvonalak
Az állomást az alábbi vasútvonalak érintik:
- Budapest–Vácrátót–Vác-vasútvonal

## Kapcsolódó állomások
A vasútállomáshoz az alábbi állomások vannak a legközelebb:
- Erdőkertes megállóhely (Budapest-Nyugati pályaudvar, Budapest–Vácrátót–Vác-vasútvonal)
- Őrbottyán vasútállomás (Vác vasútállomás, Budapest–Vácrátót–Vác-vasútvonal)

## Forgalom
| Járat | Útvonal | Gyakoriság           |
| ----- | --- | -------------------- |
| S71   | Budapest-Nyugati – Rákosrendező – Istvántelek – Rákospalota-Újpest – Rákospalota-Kertváros – Alagimajor – Fót – Fótújfalu – Fótfürdő – Csomád – Ivacs – Veresegyház – Erdőkertes – Vicziántelep – Őrbottyán – Rudnaykert – Váchartyán – Csörög – Máriaudvar – Vác-Alsóváros – Vác | Óránként             |
| G71   | Budapest-Nyugati – Rákospalota-Újpest – Fót – Fótújfalu – Ivacs – Veresegyház – Erdőkertes – Vicziántelep – Őrbottyán – Rudnaykert – Váchartyán – Vácrátót – Csörög – Máriaudvar – Vác-Alsóváros – Vác                                                                            | Csúcsidőben óránként |

## Balesetek
- 2016. május 16-án a Vicziántelep vasúti átjárónál egy Stadler FLIRT személyautóval ütközött, ahol egy ember megsérült.[3][4]